# Vought F6U Pirate
Vought F6U Pirate je bil reaktivno lovsko letalo 1. generacije, ki ga je zasnoval ameriški Vought v 1940ih. Bil je prvi mornariški lovec z motorjem na dodatnim zgorevanjem in tudi en izmed prvih letal, ki je uporabljalo kompozitne materiale v konstrukciji. F6U Pirate je imel sorazmerno šibek reaktivni motor in slabe sposobnosti, zato ni vstopil v masovno proizvodnjo in je bil kmalu upokojen, 

## Specifikacije (F6U-1)
Podatki iz The Complete Book of Fighters
Splošne karakteristike
- Posadka: 1
- Dolžina: 37 ft 7 in (11,46 m)
- Razpon kril: 32 ft 10 in (10 m)
- Višina: 12 ft 11 in (3,39 m)
- Površina kril: 203,4 ft² (18,9 m²)
- Teža praznega letala: 7 320 lb (3 320 kg)
- Naložena teža: 12 900 lb (5 850 kg)
- Pogon letala: 1 × Westinghouse J34-WE-30A turboreaktivni motor
  - Potisk motorjev (suh): 3 150 lbf (14,0 kN)
  - Potisk motorjev z dodatnim zgorevanjem: 4 224 lbf (18,78 kN)

 Zmogljivost 
- Maks. hitrost: 596 mph (517 vozlov, 959 km/h)
- Doseg: 1 170 milj (1 020 nmi, 1 880 km)
- Višina leta: 46 260 ft (14 100 m)
- Hitrost vzpenjanja: 8 060 ft/min (40,95 m/s)
- Obremenitev kril: 63,4 lb/ft² (304 kg/m²)
- Razmerje potisk/teža: 0,327

Oborožitev

- Strelno orožje: 4 × 20 mm (0.79 in) Hispano HS.404 topovi